# 董洪川
董洪川（1965年—），男，汉族，四川洪雅人，中华人民共和国政治人物。现任四川外国语大学校长，教授，博士生导师。第十四届全国政协委员。